# ОШ „Вук Караџић” Дољевац
ОШ „Вук Караџић” у Дољевцу је једина установа основног образовања са својим издвојеним одељењима на територији општине Дољевац.
У оквиру матичне школе у Дољевцу ради више издвојених одељења до четвртог разреда и три осмогодишње у Пуковцу, Малошишту и Белотинцу.